# Malienas pagasts
Malienas pagasts er en territorial enhed i Alūksnes novads i Letland. Pagasten etableredes i 1945, havde 447 indbyggere i 2010 og 424 indbyggere i 2016 og omfatter et areal på 55,42 kvadratkilometer. Hovedbyen i pagasten er Brenci.